# Улица Мрии (Киев)
Улица Мрии (укр. вулиця Мрії)— улица в Святошинском и Шевченковском районах города Киева.
Протяжённость 3,15 км.
Пролегает от Берестейского проспекта до улицы Стеценко. Возникла в 1-й трети XX столетия как часть Гостомельского шоссе (вместе с частями улиц Стеценко и Городской). В 1973 году отделена под названием, данным в честь советского авиаконструктора А. Н. Туполева.
Примыкают улицы Эстонская, Салютная и Игоря Турчина.
С февраля 2019 года большая часть улицы (от улицы Эстонской до улицы Стеценко) находится на реконструкции (замена инженерных коммуникаций и дорожнего покрытия, благоустройство пешеходной зоны, расширение проезжей части). 
С 18 января 2024 года улица получила современное название - Мрии.

## Учреждения образования и спорта
- Дошкольное учебное заведение № 329 АНТК «Антонов» (№ 4-б)
- Дошкольное учебное заведение № 419 «Золотая рыбка» (№ 16-а)
- Средняя общеобразовательная школа № 27 (№ 20-е)
- Средняя общеобразовательная школа № 203 (№ 17)
- Стадион «Пионер» (№ 22-д)

## Географические координаты
координаты начала 50°27′29″ с. ш. 30°23′46″ в. д.
координаты конца 50°29′11″ с. ш. 30°23′45″ в. д.

## Транспорт
- Троллейбусы 7, 7-к (в начале), 
23,16(в конце)
- Автобусы 23, 90
- Маршрутные такси 166, 185, 186, 223, 490
- Станция метро «Святошин»
- Станция метро «Нивки»
- Ж.д. вокзал Киев-Пассажирский (1,6 км)

## Галерея
- Росписи на торце дома Мрии, 13а
- Росписи на торце дома Мрии, 7б, художник Александр Корбан
- Карандаши, ул. Мрии, 5